# 2356 Hirons
2356 Hirons (1979 UJ) là một tiểu hành tinh nằm phía ngoài của vành đai chính được phát hiện ngày 17 tháng 10 năm 1979 bởi E. Bowell ở trạm Anderson Mesa thuộc Đài thiên văn Lowell.